# Оюн, Вадим Орамбалович
Вадим Орамбалович Оюн (1 января 1944, Кызыл — 27 марта 2023, Москва) — тувинский советский и российский государственный и общественный деятель. Депутат Совета Национальностей Верховного Совета СССР 11 и 12 созывов (1984—1990) от Тувинской АССР.

## Биография
Родился 1 января 1944 г. в местечке Онгачи Тандинского района Республики Тыва в семье арата-животновода.
В 1963 г. окончил Бай-Хаакскую среднюю школу. В 1968 году закончил Московскую сельскохозяйственную академию имени К. А. Тимирязева по специальности «ученый-агроном».
После окончания академии начал свою трудовую деятельность агрономом совхоза «Элегест» Тандинского района, в 1970 г. переведен главным агрономом в совхоз «Сут-Холь» Дзун-Хемчикского района.
В совхозе «Сут-Холь» Оюн В. О. создал кормовую базу для животноводства, впервые в республике внедрил семейный подряд в животноводстве, ввел безнарядную систему оплаты труда среди механизаторов, в связи с чем, урожайность резко увеличилась: в восьмой пятилетке совхоз получал 22-25 центнеров (2,5 тонн) зерна с гектара. Совхоз был награжден орденом Трудового Красного Знамени.
С 1974 по 1978 г. директор совхоза «Большевик» Дзун-Хемчикского района.
В период с 1978 г. по 1989 г. директор совхоза «Победа» Кызылского района. В 1986 г. совхоз собрал рекордные 15 тысяч тонн зерна. Совхоз «Победа» ежегодно получал Красное знамя ЦК КПСС, Совмина СССР и ВЦСПС.
Избирался народным депутатом Верховного Совета СССР 11 и 12 созывов с 1984 по 1990 годы.
В 1989 г. назначен Председателем Агропромышленного объединения Тувинской АССР.
Весной 1989 года избран народным депутатом СССР  от Кызылского сельского национально-территориального избирательного округа № 651 Тувинской АССР.
В 1992 г. постановлением Верховного Совета Республики Тыва назначен министром сельского хозяйства Республики Тыва. С 1992 г. являлся Первым заместителем Председателя Правительства Республики Тыва.
С 1996 г. по 2005 г. — управляющий отделением Пенсионного Фонда Российской Федерации по Республике Тыва.
Член Избирательной комиссии Республики Тыва с 2011 года. Выдвинут в состав комиссии Тувинским республиканским отделением Всероссийской общественной организации ветеранов (пенсионеров) войны, труда, Вооруженных сил и правоохранительных органов. Назначен членом Комиссии Председателем Правительства Республики Тыва.
Скончался 27 марта 2023 года в г. Москве.

## Государственные награды
Ветеран труда СССР,
Заслуженный работник Республики Тыва,
Орден "Знак Почета СССР",
Медаль РТ "За трудовую доблесть",
Медаль "За освоение целины и залежных земель",
Медали ВДНХ СССР.